# Раніца (газета)
Раніца (3 грудня 1939 — 21 березня 1945) — білоруська суспільно-політична газета, що виходила у Берліні. Побачили світ 235 номерів.

## Історія
У різні роки газету редагували Фабіан Акінчіц, Микола Шкельонок, Вітовт Тумаш, Станіслав Гринкевич-молодший, Станіслав Станкевич.
Газета задумувалася як видання для білоруських військовополонених польської армії в Німеччині. Незабаром стала загальним виданням для білорусів Західної та Центральної Європи.
Окрім обов'язкових статей нацистської пропаганди, в газеті публікувалися гідні літературно-історичні твори.
Наприклад, у ньому були опубліковані перші вірші Лариси Геніюш.